# デ・トマソ・ドーヴィル
ドーヴィル（Deauville ）はイタリアの自動車メーカー・デ・トマソが1970年から1985年まで生産した高級車である。
車名はフランスのリゾート地「ドーヴィル」にちなんで命名された。

## 概要
1970年のトリノ自動車ショーでデビューしたデ・トマソ初のフロントエンジン車であり、イタリアのスーパーカーメーカーが生産する4ドアセダンとしては前年に生産中止となっていたマセラティ・クアトロポルテI、イソ・リヴォルタ・フィディアに次ぐ登場であった。同年にデビューしたミッドシップ2座スポーツカー・パンテーラと同じフォード・351C-4V V8を用いて、最高速度は230km/hと公表された。
パンテーラを手がけたカロッツェリア・ギアのチーフスタイリスト、トム・ジャーダが手がけたボディスタイルやダッシュボードなどのデザイン、そして後輪サスペンション形式など、全体的に1968年に発売されたジャガー・XJ(シリーズ1)に酷似していた。そのためか、パンテーラのように北米フォード販売網を利用した輸出も行われず、欧州域内向けの少数生産車として売られ、日本にも輸入されなかった。
エンジンはアメリカンV8であるが、四輪独立サスペンション、全輪ベンチレーテッドディスクブレーキ（後輪はインボード式）などの高度なシャシーを持つ点は他のデ・トマソ車同様である。このフロントエンジンシャシーは1972年に登場する2+2座2ドアクーペ、デ・トマソ・ロンシャンにも応用される。
1976年以降は、アレハンドロ・デ・トマソがマセラティを傘下に収めたため、同じシャシーをベースにマセラティ自製のV8エンジン、ジョルジェット・ジウジアーロのデザインによるボディを持つマセラティ・クアトロポルテIIIが生産されることになり、もともと少なかったドーヴィルは受注生産の扱いとなり、毎年ごく僅かしか作られなくなった。1985年まで15年にわたって生産が行われたものの、総生産台数は244台、月産平均で2台に満たなかった。生産時期によってシリーズ1（1974年まで、シャシーナンバー1000-1200番台）、シリーズ1後期（1974年から77年まで、1400番台）、そしてシリーズ2（1978年以降85年まで、2000-2100番台）に分類される。
スペシャルモデルとしては、アレハンドロ・デ・トマソ夫人のためにステーションワゴン仕様が1台、ベルギー王室とイタリア政府のためにそれぞれ1台ずつ防弾仕様が製造されている。